# Enallagma daeckii
Enallagma daeckii är en trollsländeart som först beskrevs av Philip Powell Calvert 1903.  Enallagma daeckii ingår i släktet Enallagma och familjen dammflicksländor. Inga underarter finns listade i Catalogue of Life.